# Cultura gal·loromana
Hom designa amb cultura gal·loromana el conjunt d'art, d'arquitectura, de religió i d'usos i costums que van desenvolupar-se a Gàl·lia durant l'ocupació romana des del temps d'August fins a la caiguda de Roma, el 486.

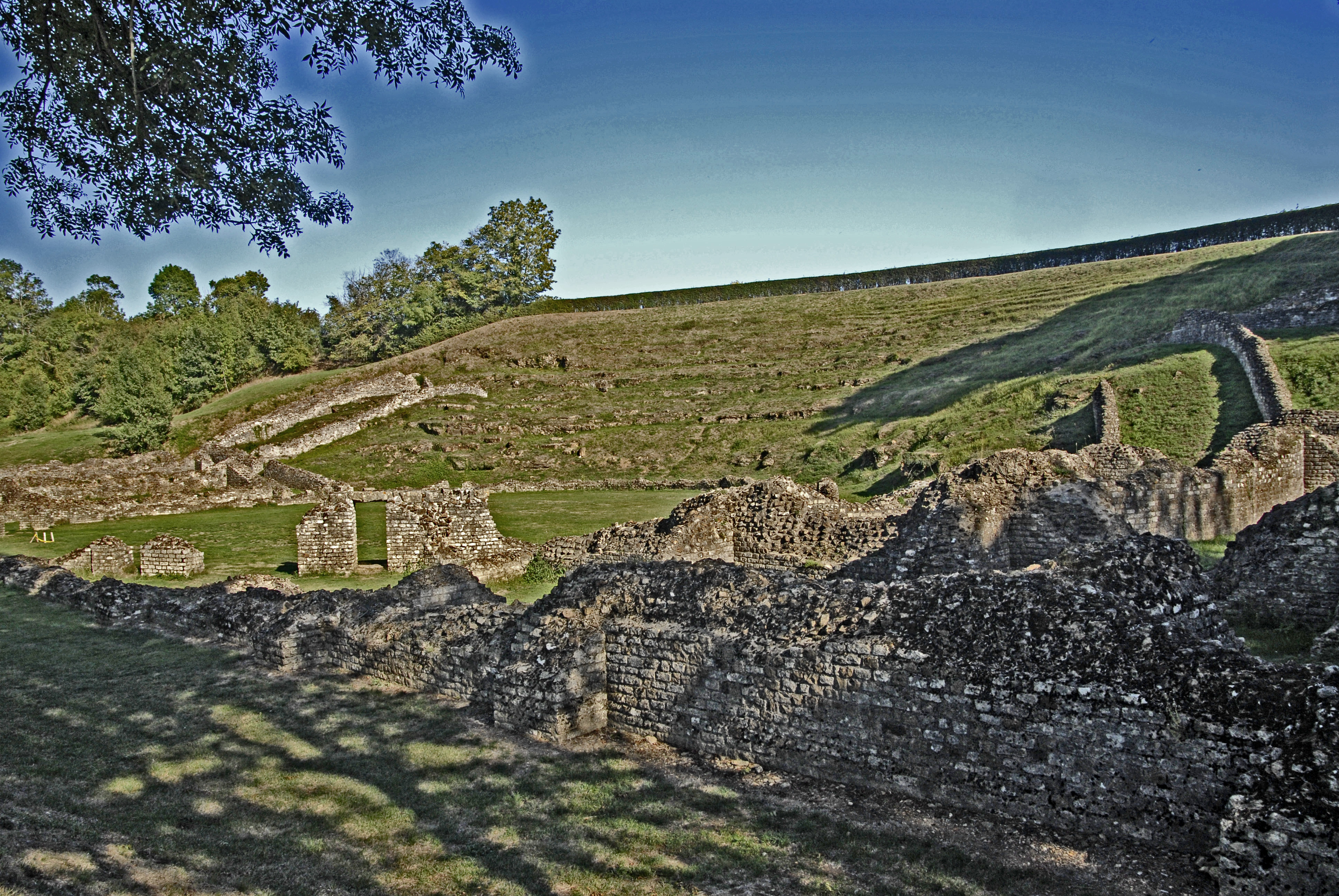
L'amfiteatre de Sanxay (França)

És el resultat del mestissatge dels substrats cèltics i gàl·lics amb el superstrat romà. La influència romana va ser més llarga a les parts meridionals, com les ciutats d'Arle, Autun, Cassinomagus, Narbona, Nimes, Lió i Viena del Delfinat, en les quals les elits van romanitzar-se molt.

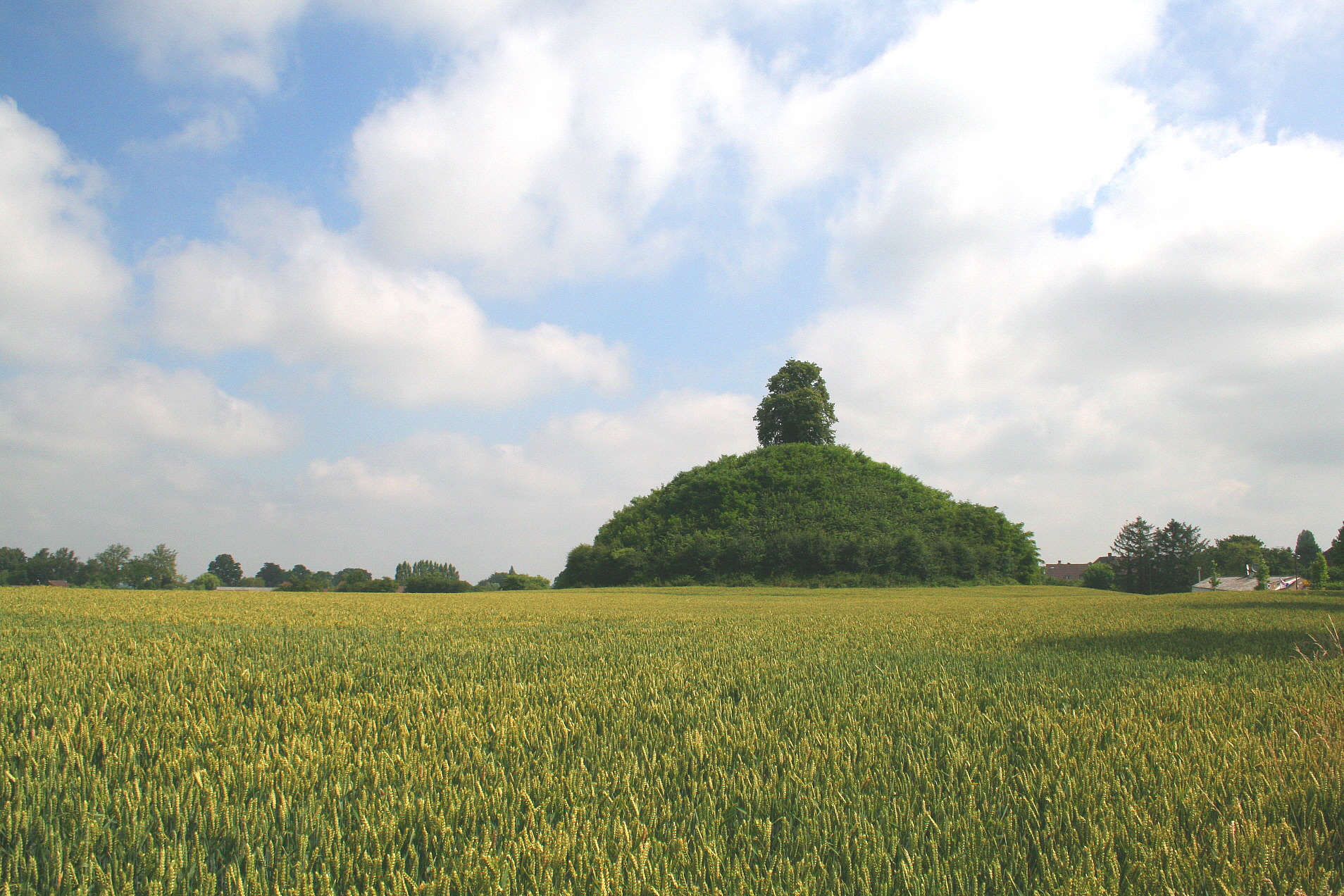
Túmul gal·loromà a Glimes (Bèlgica)

En destaca l'art ceràmic, conegut com a sud-gàl·lic, inspirat de la ceràmica sigil·lata aretina. Tot i que els romans incineraven els morts, els gal·loromans de la civitas Tungrorum van preferir sebollir-los en túmuls.

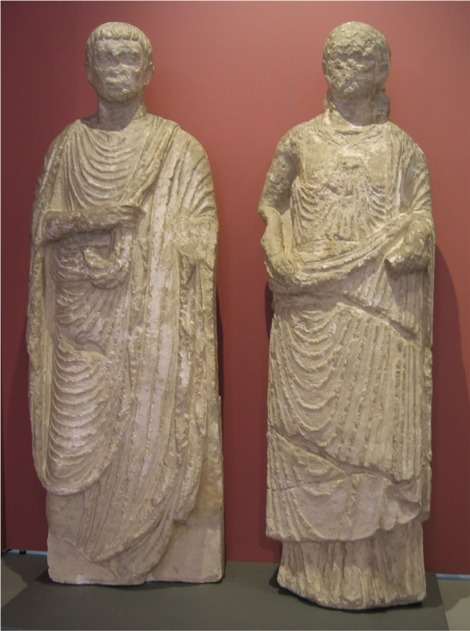
Escultures de tombes gal·loromanes al Museu d'Ingelheim

Després de les invasions germàniques, l'organització gal·loromana va mantenir-s'hi molt més que al nord. Des del segle v, l'Església i, més tard, l'administració merovíngia van utilitzar-la. Molts gal·loromans hi van obtenir càrrecs importants. Els més coneguts són l'historiador Gregori de Tours, l'arquebisbe Cesari d'Arles i el bisbe Sidoni Apol·linar.

## Toponímia
Els topònims amb el sufix -acum en llatí indiquen sovint el lloc d'un establiment d'origen gal·loromà. El prefix es refereix aleshores a un nom com: Bellovacum (Beauvais), per exemple, significa 'casa de Belovus'.
En les diverses llengües, aquest sufix va evolucionar vers:
- -ai, -ais, -ay, -igny, -ignies en francès: Tornacum (Tournai), Marsannay, Montignies, Sanxay…
- -ach en alemany i luxemburguès: Echternach…
- -ik, -ijk, -ake, -aken –eke en neerlandès: Cortriacum (Kortrijk), Cammasiacum (Kemzeke), Viroviacum (Wervik)…
- -ac en occità, provençal i català: Fijac, Podensac, Conniacum (Cougnat), Plassac, Séviac…

## Museus gal·loromans

### A Bèlgica
- El Gallo-Romeins Museum de Tongeren
- L'Espace Gallo-Romain d'Ath
- L'Espace d'accueil Geminiacum a Liberchies
- El parc arqueològic de Malagne a l'indret d'una vil·la gal·loromana excavada a Rochefort

### A França
- Els Musées gallo-romains de Saint-Romain-en-Gal i de Lió
- La Villa Gallo-Romaine de Loupian a Loupian
- La fortalesa de Brest a (Brest)